# بیتماین
بیتماین (به انگلیسی Bitmain)، یک شرکت سهامی خاص است که مقر اصلی آن در پکن، چین است و تراشه‌های مدار مجتمع با کاربرد خاص (ASIC) استخراج بیت کوین طراحی می‌کند.

## شرکت
این شرکت توسط جیانان وو و میکری ژان در سال ۲۰۱۳ تأسیس شد. قبل از تأسیس بیتماین، وو یک تحلیلگر مالی و مدیر صندوق سرمایه گذاری خصوصی بود ویدیوآیپی، شرکت نوپایی که به کاربران اجازه می‌داد تلویزیون را از طریق جعبه تنظیمات به صفحه کامپیوتر منتقل کنند را اداره می‌کرد.
تا سال ۲۰۱۸ این شرکت به بزرگترین طراح تراشه‌های مدار مجتمع (ASIC) مخصوص استخراج بیت کوین در جهان تبدیل شده‌است. این شرکت همچنین BTC.com و Antpool را اداره می‌کند، که قبلاً دو مورد از بزرگترین استخرهای استخراج بیت کوین بودند.